# Dekanat Węgrów
Dekanat Węgrów – jeden z 11 dekanatów w rzymskokatolickiej diecezji drohiczyńskiej.

## Parafie
W skład dekanatu wchodzi 10 parafii:
- parafia św. Wawrzyńca – Korytnica
- parafia św. Leonarda – Liw
- parafia Zwiastowania NMP – Miedzna
- parafia NMP Matki Kościoła – Ruchna
- parafia św. Michała Archanioła – Starawieś
- parafia św. Stanisława BM – Stoczek
- parafia św. Antoniego Padewskiego – Ugoszcz
- parafia św. Piotra z Alkantary i św. Antoniego z Padwy – Węgrów
- parafia Wniebowzięcia NMP – Węgrów
- parafia św. Ojca Pio – Węgrów

## Sąsiednie dekanaty
Grębków (diec. siedlecka), Łochów, Sokołów Podlaski, Stanisławów (diec. warszawsko-praska), Sterdyń, Suchożebry (diec. siedlecka)